# Ca l'Armengol (Tàrrega)
Ca l'Armengol és una obra de Tàrrega (Urgell) protegida com a Bé Cultural d'Interès Local.

## Descripció
L'estructura de la casa s'ha mantingut ben conservada, amb dues plantes i golfes i una coberta a dues aigües. Els dos primers pisos foren reformats a mitjans del segle xx, però es va mantenir tant l'estructura com les obertures d'època moderna. Això permet apreciar un primer cos (a la banda del carrer de les Piques), i un segon que creix vers l'est. Al primer pis hi ha un terrat sustentat sobre arcs. Pel que fa a les golfes, aquestes evidencien les dues grans fases constructives que va patir la casa: la part que dona al carrer de les Piques encara conserva l'estructura original, amb un desnivell respecte de la part més moderna i unes obertures exteriors que daten dels segles XVII i XIX.
La casa compta amb un celler de grans dimensions que, probablement, ja formaria part de l'immoble a principis del segle XVI. La meitat del sostre presenta una volta de pedra vista, mentre que l'altra meitat una volta arrebossada. S'hi accedeix a través d'una porta (original) revestida amb una làmina de fusta nova per la banda que dona a l'exterior. El celler presenta dues piques per a oli encastades a la paret-una circular i una quadrangular. L'espai té relació amb dos canellers que tenen sortida a un espai que comunica amb el celler i que estan situats a l'altra banda de la caixa d'escala. Per acabar, hi ha un espai de sostre baix que conté elements per a la producció del vi.
A l'extrem nord-est hi ha un ampli estable que actualment és utilitzat com a magatzem. Encara conserva alguns elements originaris, com la menjadora o les muntures dels animals. Comunicant amb aquest estable i el corral, hi ha un espai que originalment estava destinat per a l'emmagatzematge d'oli i que encara conserva quatre grans piques de pedra.
A la part posterior es troben els corrals, que comuniquen amb el pou. Es tracta d'un espai amb una part coberta amb dos grans arcs de mig punt (sostenen el terrat del pis superior) i un sostre de lloses de pedra de grans dimensions; i una altra part oberta que, a través d'una porta eixamplada i amb llinda (antigament, una portada d'arc de mig punt), comunica amb el carrer de Vilanova.
El pou hauria tingut originàriament dos accessos: un per la banda nord-est i un altre per la sud-est (cal Terès). A la part nord-est encara es conserva un arc apuntat, visible parcialment, i a la banda sud-est hi ha una barana de pedra i un petit espai. El pou, de gran profunditat i segurament d'origen medieval, té un coronament de pedra de forma quadrangular. Tant la part mitjana com la inferior del pou no estan revestides i formen part de la roca natural. És possible que el pou abastís d'aigua potable la ciutat de Tàrrega durant època medieval.

## Història
L'actual plaça on es troba actualment la casa era, durant els segles XV i XVI, l'anomenat carrer dels Aguilons. No tenia sortida, i a mitjans del segle XX es va tapiar una part, quedant com a pati d'una propietat veïna. Segurament, originàriament aquest carrer tenia forma de L i aniria de la Plaça Major fins al carrer Vilanova. El casal urbà propietat de la família Cabezas ocuparia la major part d'aquesta illa de dues cases, juntament amb l'actual Casa de la Cultura o antic cal Terès del carrer de les Piques 1.
Gràcies a la documentació conservada dels llibres d'estimes d'inicis del segle xv -que fan referència a finals del XV-, se sap que Cal Armengol ja existia en aquesta època. Era propietat del cavaller Lluís de Mont-ros i limitava per la banda oest amb una casa dels hereus de Damià Prunera, de manera que en aquesta banda de la casa, amb paret mitgera amb la veïna, no hi havia cap obertura. Pel costat est, l'immoble limitava amb el corral de Francesc Ponces, mentre que pel sud ho feia amb el carrer de Vilanova.
Segons la informació proporcionada pel cadastre de Patiño, el 1716 la casa era propietat del pagès Francisco Armengol. Segons aquesta font, l'immoble, situat a la Plaça Major (ja no s'anomenava carrer dels Aguilons), limitava a llevant (sud-est) amb la casa de Bonaventura Meyà i amb el mur de la vila; al costat de migdia (sud-oest), amb el carrer de l'Abeurador (actual carrer de les Piques) i amb la casa enderrocada de Bonaventura Meyà; a ponent (nord-oest), confrontava amb la Plaça Major i amb la casa de Valentí Oller; també limitava, com al segle xv, amb un corral d'Emanuel Riera.
L'any 1748, darrere de cal Armengol es trobava una casa propietat del notari Anton Terès. S'ha conservat un document notarial del 1763 en què consta l'acord entre Terès i Francisco Castelló, pel qual aquest últim cedia una part del terreny al primer; d'aquesta manera, el notari podia afegir les escales de la casa, que encara estaria en construcció. Terès va pagar els nous murs mitgers i va cedir a Armengol un pou que limitava entre ambdues propietats. La informació proporcionada per aquest document evidencia que cal Armengol tenia ja un corral -en Terès havia de refer les parets mitgeres que limitaven la seva casa amb el corral de cal Armengol-, que no apareix al cadastre de Patiño i, a més, que la propietat arribava fins al pou, és a dir, a la meitat de la propietat actual.
Amb tot, és possible que ja a inicis del segle xviii la casa tingués unes dimensions semblants a les de l'actual, amb un estable, un corral, un celler, una sala, una cuina i tres habitacions. Gran part de l'estructura bàsica de l'immoble ja existiria abans del 1716, i a mitjans del segle XVII s'hauria produït una reducció de les dimensions de la casa, amb la cessió de terreny per a la construcció de les escales de cal Terès a canvi del pou.
En resum, l'estructura que presenta la casa actual és fruit, en gran manera, de les reformes realitzades durant els segles xvi i XVII sobre les estructures preexistents, que ja apareixen documentades al segle xv però que segurament datarien del segle xiii. Durant els segles XV i XVI, part de l'immoble s'havia segregat, i el 1716, aquesta part separada -que més tard serà cal Terès- ja es trobava en ruïnes. La darrera modificació data del 1763, arran de la qual es perdé part de l'àrea de la banda sud, tot i que guanyà un pou al sud-est.